# داده‌های زیست‌محیطی

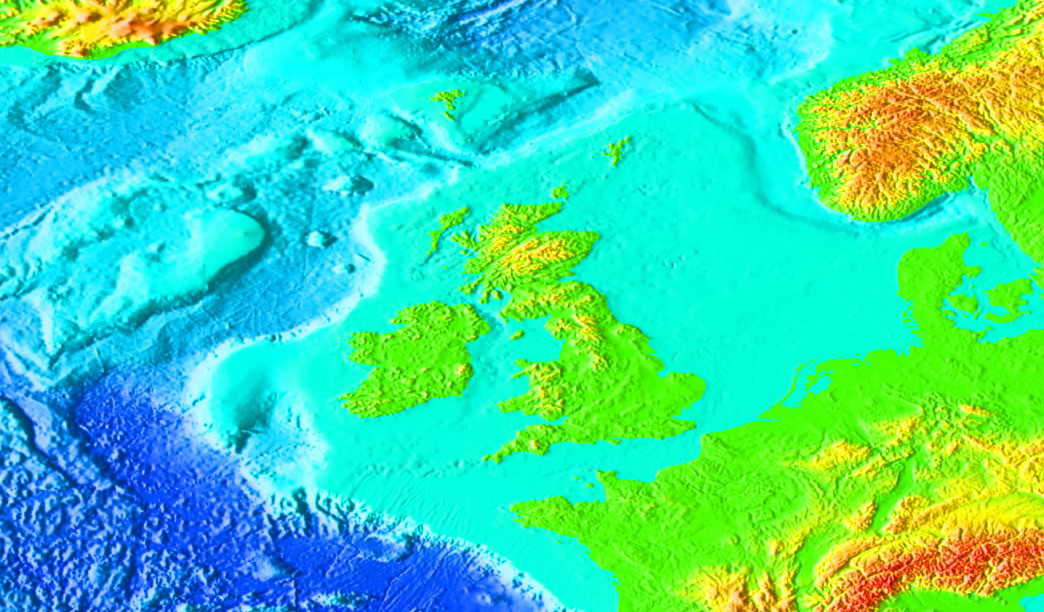
داده‌های زیست‌محیطی

داده‌های زیست‌محیطی (انگلیسی: Environmental data) اطلاعاتی است که بر اساس اندازه‌گیری فشارها و وضعیت محیط زیست و تأثیرهای آن بر اکوسیستم‌ها. در عبارت «دی‌پی‌اس‌ایی‌آر» معمولاً دی، به معنای محرک‌ها، پی، به معنای فشارها، اس، به معنای حالت‌ها، ایی، به معنای تأثیرها و آر، به معنای واکنش‌ها می‌باشند. داده‌های زیست‌محیطی معمولاً توسط مؤسساتی که قانون محیط زیست را اجرا می‌کنند، یا تحقیقات زیست‌محیطی انجام می‌دهند، تولید می‌شود. آمارهای محیط زیست معمولاً توسط دفترهای آماری تولید می‌شود و به عنوان داده‌های زیست‌محیطی نیز در نظر گرفته می‌شوند. داده‌های اقتصادی - اجتماعی و دیگر داده‌های آماری مربوط به محرک‌ها و واکنش‌ها به عنوان داده‌های زیست‌محیطی در نظر گرفته نمی‌شوند. با این‌حال، قرار است آنها در ارزیابی‌های جامع زیست‌محیطی ادغام شوند. معمولاً این نوع داده‌ها توسط موسسه‌های دیگری مانند دفترهای آمار ملی غیر از اداره محیط زیست نگهداری می‌شوند. همین مورد برای داده‌های جغرافیایی نیز صادق است، که به عنوان داده‌های زیست‌محیطی در نظر گرفته نمی‌شوند، اما باید برای سیاست‌ها و اطلاعات زیست‌محیطی در دسترس باشند. در سال‌های اخیر، داده‌های زیست‌محیطی برای سرمایه‌گذاران از اهمیت بیشتری برخوردار شده‌است. این امر سبب شده‌است تا شرکت بلومبرگ ال. پی. تهیه داده‌های زیست‌محیطی اجتماعی و دولتی (ایی‌اس‌جی) از طریق ترمینال‌های خود را آغاز کند.
تمام داده‌های تولیدشده توسط اجرای قانون محیط زیست، به عنوان داده‌های زیست‌محیطی در نظر گرفته می‌شوند.

## سیستم‌های مدیریت داده‌های زیست‌محیطی (ایی‌دی‌ام‌اس)
برای سازگاری با الزامات و تعهدهای فوق، باید شرایط خاصی در آنها وجود داشته باشد. به‌طور معمول این سازگاری و الزامات شامل موارد زیر است:
مدیریت برنامه و نظارت، اطمینان از اینکه نظارت با مجوز در مکان‌ها و پارامترهای صحیح و با تناوب درست انجام شده‌است، پیش‌پردازش داده‌ها، انجام محاسبات و اعتبارسنجی داده‌ها برای مطابقت با هرگونه هشدار یا سطح گزارش‌دهی، تهیه گزارش‌های معمول سازگاری برای مقام‌ها. مدیریت موارد فوق می‌تواند پیچیده و وقت‌گیر باشند و سبب جذب بیشتر سیستم‌های نرم‌افزاری طراحی‌شده برای مدیریت سازگار با محیط زیست بشود. این سیستم‌ها اغلب تحت عنوان "سیستم‌های مدیریت داده‌های محیطی شناخته می‌شوند که انتخاب آنها وابسته به تعدادی از معیارهای کلیدی است.